# مونيا ثلاثي الألوان
مونيا ثلاثي الألوان (الاسم العلمي: Lonchura malacca) (بالإنجليزية: Tricoloured Munia)‏ هي نوع من الطيور تتبع جنس المونيا من فصيلة شمعية المنقار.